# Saki
Saki (staroperzijsko Sakā, perzijsko ساکا, Saka, Śaka, starogrško starogrško Σάκαι, Sákai, latinsko Sacae, kitajsko: 塞, staro *Sək, sodobno Sāi) je naziv, s katerim so perzijski in sanskrtski viri označevali Skite, veliko skupino vzhodnoiranskih nomadskih plemen iz evrazijskih step. Sodobni znanstveniki izraz Saki običajno uporabljajo za Irance iz Vzhodne stepe in Tarimske kotline. René Grousset méni, da tvorijo posebno vejo skitsko-sarmatske družine in izvirajo iz nomadskih ljudstev iz severozahodne evrazijske stepe. Od tam so se preselili v Sogdijo in Baktrijo v Srednji Aziji in nato proti severozahodu Indijske podceline, kjer so bili znani kot Indo-Skiti. V Tarimski kotlini in puščavi Takla Makan v severozahodni Kitajski so naselili Hotan in Kašgar in bili v različnih obdobjih vazali večjih sil, med njimi dinastij Han in Tang iz cesarske Kitajske.

## Imena
Sodobne razprave o identiteti Sakov so delno posledica dvoumne rabe njihovega imena s strani tujih oblastnikov. Po Herodotu so Perzijci z imenom Saka imenovali vse Skite. Plinij Starejši trdi, da so z imenom Sakai imenovali samo najbližja skitska plemena. Skite daleč severno od Asirije so Perzijci imenovali tudi Saka Suni – Sinovi Skitov. Asirci so v času Asarhadona dokumentirali vojni pohod proti ljudstvu, ki se je v akadščini imenovalo Aškuza ali Išhuza. Sodobni znanstveniki se strinjajo, da je jezik Sakov prednik pamirskih jezikov v severni Indiji in da med skitske jezike spada tudi hotanski jezik v Činjangu na Kitajskem.
S Saki so bili v tesnem sorodstvu tudi Gomeri, katere so Stari Grki imenovali Kimerijci. V antičnih hebrejskih besedilih se Aškuzi (Aškenazi) štejejo za neposredno vejo Gomerov.
Pri Babiloncih sta bila naziva Saki in Gomeri enakovredna. Na trojezičnem Behistunskem napisu iz leta 515 pr. n. št. na ukaz kralja Dareja Velikega, se pojavljata obe imeni. Za ti ljudstvi se omenja, da bi se želeli naseliti v kraljestvu Urartu, ki je kasneje postalo del Armenije, in da je po njih imenuje Šakusen v provinci Uti. Behistunski napis jih sprva omenja z enim samim imenom, kasneje pa jih razdeli v tri skupine:
- Sakā tigrašaudā (𐎿𐎣𐎠 𐏐 𐎫𐎡𐎥𐎼𐎧𐎢𐎭𐎠) – Sakā s koničastimi pokrivali,
- Sakā haumavargā (𐎿𐎣𐎠 𐏐 𐏃𐎢𐎶𐎺𐎼𐎥𐎠) – Sakā, ki pijejo haomo, vendar obstajajo tudi druge razlage,[15][18][19]
- Sakā paradraja (𐎿𐎣𐎠 𐏐 𐎫𐎹𐎡𐎹 𐏐 𐎱𐎼𐎭𐎼𐎹) – Sakā onkraj morja; ime so dodali po Darejevem pohodu v zahodno Skitijo severno od Donave.[15]

Na dveh drugih napisih so našli še izraz
- Sakā para Sugdam – Saki onkraj Sugde (Sogdije). Izraz je uporabljal Darej za ljudstvo na meji njegovega cesarstva onkraj Kuša, se pravi na skrajni vzhodni meji njegovega cesarstva.[15][21]

Sakā paradraja so bili zahodni (evropski) Skiti ali Sarmati. Za Sakā tigrašaudā in Sakā haumavargā se domneva, da so bili naseljeni v Srednji Aziji vzhodno od Kaspijskega jezera. Domneva se, da so Sakā haumavargā istovetni z Amirgijani, sakškim plemenom, naseljenim v pokrajinah, najbližjih Baktriji in Sogdiji. Sakā haumavargā bi lahko bili tudi Sakā para Sugdam, naseljeni bolj vzhodno kot Sakā tigrašaudā, morda v Pamirju ali Čindžjangu.
Arheolog Hugo Winckler (1863–1913) je bil prvi, ki je povezal Sake in Skite. J. M. Cook je v The Cambridge History of Iran izjavil: »Perzijci so s Saki imenovali nomade, s katerimi so se srečevali med srednjeazijsko stepo in Kaspijskim morjem, in tiste severno od Donave in Črnega morja, proti katerim se je kasneje vojskoval Darej. Grki in Asirci so vse Sake, ki so jih poznali, imenovali Skutaj ali Iškuzaj. Saka in Skutaj sta bili očitno rodovni imeni nomadov na njihovih severnih mejah«.« Perzijski viri jih pogosto omenjajo kot eno samo pleme z imenom Saka, Sakai ali Sakas. Grška in latinska besedila kažejo, da so bili Skiti sestavljeni iz številnih podskupin. Sodobni znanstveniki naziv Saka običajno uporabljajo za iransko govoreča plemena, ki so naseljevala Vzhodne stepe in Tarimsko kotlino.

## Zgodovina
Saki so bili iransko ljudstvo, ki je govorilo jezik iz iranske veje indoevropskih jezikov. Starim Grkom so bili znani kot Skiti in so potrjeni v zgodovinskih in arheoloških virih, ki segajo približno do 8. stoletja pr. n. št. Staroperzijskih napisi iz ahemenidskega obdobja, ki so jih odkrili v Perzepolisu in so datirani v vladavino Dareja I. (vladal 522–486 pr. n. št.), kažejo, da so Saki živeli tik za sogdijsko mejo. Podoben napis iz obdobja Kserksesa I. (vladal 486–465 pr. n. št.) jih združuje z Dahi, ljudstvom iz Srednje Azije. Grški zgodovinar Herodot omenja, da so ahemenidski Perzijci z Dahi imenovali vsa iranska skitska ljudstva.
Grški zgodovinarji so pisali o vojnah Sakov z Medijci in Kirom II. Velikim, vladarjem perzijskega Ahemenidskega cesarstva, v katerih so se ob možeh bojevale tudi sakške žen. Po Herodotu se je Kir vojskoval tudi z Masageti, sorodnimi s Saki. Na pohodu proti njim je vzhodno od Kaspijskega jezera leta 530 pr. n. št. padel. Z vzhodnimi Saki se je vojskoval tudi njegov naslednik Darej Veliki, ki se je, po Polienu, spopadel s tremi vojskami, katerim so poveljevali trije kralji. Leta 520–519 pr. n. št. je porazil pleme Sakā tigrašaudā  in ujel kralja Skunho, ki se z visokim pokrivalom upodobljen na Behistunskem napisu. Njegovo ozemlje je bilo priključeno k Ahemenidskemu cesarstvu kot del Horezma, ki je obsegal večino porečja Amu Darje (Oxus) in Sir Darje (Jaxartes). Saki so v ahemenidskih vojnah perzijsko vojsko oskrbovali z velikim številom konjenikov lokostrelcev. Omenjeni so tudi med ljudstvi, ki so se upirala prodiranju Aleksandra Velikega v Srednjo Azijo.
Filolog Michael Witzel in profesor Christopher I. Beckwith sta indijski klan Šakija, kateremu je pripadal Sidārtha Gautama Šākjamuni Buda, prepoznala kot Sake.
V starodavnih kitajskih dokumentih so Saki znani kot Sai (starokitajsko (塞, sāi, sək). Zapisi kažejo, da so bili prvotno naseljeni v dolinah rek Ili in Ču v sedanjem Kirgizistanu in Kazahstanu. V kitajski Knjigi Hanov se je njihovo ozemlje imenovalo Dežela Saijev, se pravi Sakov. Natančen datum prihoda Sakov v dolini rek Ili in Ču ni znan. Tja so prišli morda tik pred vladavino Dareja I. Približno trideset saških grobnih gomil (kurganov)  iz obdobja 550–250 pr. n. št. so odkrili tudi v Tjanšanu. Nekaj dokazov o prisotnosti Sakov, morda že iz 7. stoletja pr. n. št., so odkrili tudi v Tarimski kotlini.
Sake so iz dolin rek Ili in Ču pregnali indoevropski Juedži, čeprav nekateri menijo, da so to bili Tohari. Njihovo selitev je opisal Sima Čjan v Šiji (Zapisi velikega zgodovinarja). Juedži, ki so prvotno živeli med Tjanšanom in Dunhuangom v današnjem Gansuju, Kitajska, so bili prisiljeni zbežati zaradi napadov Mongolov, ki so leta 177–176 pr. n. št. zasedli njihovo ozemlje. Juedži so na podoben način napadli in pregnali Saje (Sake) na zahod v Sogdijo, od koder so okoli leta  140-130 pr. n. št. prešli preko Sir Darje v Baktrijo. Saki so se umaknili tudi proti jugu v Pamir in severno Indijo, kjer so se naselili v Kašmirju in vzhodu, kjer so se naselili v nekaj oazah v Tarimski kotlini. Juedži so se morali pred napadi nomadskih Vusunov leta 133–132 pr. n. št. umakniti iz dolin rek Ili in Ču in okupirali Daksijo (大夏) ali Baktrijo v sedanjem severnem Afganistanu.
Antični geograf Strabon omenja, da so Baktrijce potolkla štiri plemena - Asioi, Pasianoi, Tokharoi in Sakaraulai, ki so prišla z ozemlja severno od Sir Darje, kjer so doline rek Ili in Ču. Čeprav je identificiranje teh plemen različno, bi Sakaraulai lahko bili Saki, Asioi pa Juedži.

### Indo-Skiti
Regija v sodobnem Afganistanu in Pakistanu, v kateri so se naselili Saki, je postala znana kot dežela Sakov ali Sakastan. Saki so zasedli tudi Gandaro in Taksilo in prodrli v severno Indijo. V Mathuri so ustanovili svoje kraljestvo (200 pr. n. št.–400 n. št.). Indijski jezikoslovec Weer Rajendra Rishi je ugotovil jezikovne podobnosti med indijskimi in srednjeazijskimi jeziki, ki kažejo na morebiten vpliv Sakov na severno Indijo. Zgodovinar Michael Mitchiner méni, da so pleme Abhira Saki, omenjeni na napisu Gunda, ki ga je dal napisati zahodni satrap Rudrasimha leta 181 n. št.

### Kraljestvo Hotan
Hotansko kraljestvo je bila saška mestna država na južnem robu Tarimske kotline. Kot posledica hansko-kitajske vojne, ki je trajala od leta 133 pr. n. št. do 89 n. št., je regija Činjang v Tarimski kotlini v severozahodni Kitajski, vključno Hotanom in Kašgarjem, prišla pod vpliv Hanov. Vpliv se je začel s cesarjem Vujem iz dinastije Han (vladal 141–87 pr. n. št.). Pod kasnejšo dinastijo Tang je ozemlje po pohodih cesarja Taizonga (vladal  626–649) spet prišlo pod kitajsko oblast. Od poznega 8. stoletja do 9. stoletja sta se na oblasti menjavali Kitajska in rivalsko Tibetansko cesarstvo. V zgodnjem 11. stoletju so ozemlje zasedla muslimanska turška ljudstva iz Karakanidskega kanata, ki so povzročila poturčenje regije in spreobrnitev iz budizma v islam.
Arheološke najdbe in pisni dokumenti iz Hotana in drugih mest v Tarimski kotlini dajejo podatke tudi o jeziku, ki so ga govorili Saki. Uradni jezik Hotana je bil sprva gandari prakrit, pisan v pisavi kharošti. Na kovancih iz Hotana iz 1. stoletja so dvojezični napisi v kitajščini in gandara prakritu, ki kažejo na povezave s Kitajsko in Indijo. Ohranjeni dokumenti kažejo, da je prebivalstvo govorilo iranski jezik. V dokumentih iz 3. stoletja n. št. iz bližnjega Šanšana, pisanih v prakritu, je omenjeno, da se hotanski kralj naziva hinajha, se pravi generalisimo. Beseda je iranska in enakovredna sanskrtskemu nazivu senapati. Naziv hinajha je skoraj identičen saškemu izrazu hīnājsa iz kasnejših hotanskih dokumentov. To in dejstvo, da so se obdobja kraljevanja Hotana imenovala kṣuṇa, kaže, da so bile med vladarji in iranskim prebivalstvom vzpostavljene vezi. Kraljevski prepisi iz 10. stoletja kažejo, da je vladar zelo verjetno govoril iransko. Profesor iranskih študij Ronald E. Emmerick trdi tudi to, da je ime Hotana hvatana semantčno povezano z imenom Saka.
Kasnejše dokumente v hotansko-sakškem jeziku, ki vsebujejo vse od medicinskih besedil do budistične književnosti, so odkrili v Hotanu in Tumšuku, severovzhodno od Kašgarja. Podobne dokumente v hotansko-sakškem jeziku, večinoma iz 10. stoletja, so našli tudi v Dunhuangu.
Stari Kitajci so Hotan običajno imenovali Jutian (于闐), včasih pa so uporabljali tudi bolj iransko ime Džusadana (瞿薩旦那), ki je izpeljano iz indo-iranskega Gostan in Gostana, imena mesta in pokrajine okoli njega.

### Kraljestvo Šule
Podobno kot v Hotanu, so tudi sosedje v Kašgarju, prestolnici kraljestva Šule, govorili enega od vzhodnih iranskih jezikov. Po Knjigi Hanov so bili Saki razdeljeni in so v regiji ustanovili več držav. Mednje sta morda spadali tudi dve državi severozahodno od Kašgarja: Tumsuk severovzhodno od njega in Tuškurgan južno v Pamirju. Kašgar je pod dinastijo Han osvojil tudi druge države, med njimi Jarkand in Kuča, kasneje pa je sam prišel pod oblast različnih cesarstev, vključno s kitajskim cesarstvom Tang, dokler ni v 10. stoletju postal del turškega Karakanidskega kanata. Po pisanju Mahmuda al-Kašgarija se je v 11. stoletju v nekaterih pokrajinah okoli Kašgarja še vedno govorilo nekaj neturških jezikov, med njimi kančaki in sogdijski, Za jezik kančaki se domneva, da je pripadal saški jezikovni skupini. Domneva se tudi, da je bila Tarimska kotlina do konca 11. stoletja popolnoma poturčena.

## Jezik
Sakški jezik je spadal med vzhodno-iranske jezike. Obe sakški narečji sta vsebovali veliko sposojenk iz srednjega indo-arijanskega prakrita in imeli nekaj podobnosti s sodobnima jezikoma vaki in pašto. Isiški napis, kratek odlomek s srebrne čaše, ki so jo našli v Isiškem kurganu v sodobnem Kazahstanu, je primerek zgodnjega saškega jezika. Pisan je v različici pisave karošti. Harmata je v napisu prepoznal hotansko sakško narečje in ga preskusno prevedel kot: Posoda mora vsebovati vino iz grozdja, kateremu se doda kuhano jed in nato kuhano sveže maslo.
Jezikovno središče sakškega jezika je bilo Hotansko kraljestvo. Jezik je imel dve narečji s težiščema v največjih naseljih – Hotanu in Tumšuku. Sakško jedro so začeli v 4. stoletju postopoma osvajati Turki, dokler se ni pod Ujguri regija popolnoma poturčila.